# ZIZO
De Belgische bibliotheekterm ZIZO (Zonder Inspanning ZOeken) is een alternatief voor de plaatsing van non-fictie in de jeugd- en volwassenenafdeling. 
ZIZO was oorspronkelijk afgestemd op de collecties van kleine en middelgrote bibliotheken, maar ook grotere bibliotheken maken hier ondertussen gebruik van. 
ZIZO maakt het mogelijk dat bibliotheekgebruikers zelf kunnen vinden wat ze zoeken. Dit classificatiesysteem speelt in op het associatieve zoekgedrag en mijdt aldus de SISO-aanpak die vrij abstract is. ZIZO maakt geen gebruik van cijfers, maar van kleuren en pictogrammen. De eerste versie, ZIZO Jeugd, werd al in 1997 ontwikkeld door een werkgroep van het COB-Samenwerkingsverband. 
ZIZO bestaat uit drie subsystemen, opgedeeld per leeftijdsgroep:
- doelgroep 0-2 en 3-5: Kleuter ZIZO
- doelgroep 6-8 tot 12-14: ZIZO Jeugd
- doelgroep 15+ en volwassenen: ZIZO Volwassenen

Van deze drie types werd ZIZO Volwassenen het laatst ontwikkeld, sinds 2006. De bibliotheek van Antwerpen is de eerste bibliotheek die dit toepaste, andere bibliotheken volgden. Vanaf 2007 hebben verschillende bibliotheken de omschakeling naar ZIZO voor volwassenen gemaakt, ondertussen zijn dat er 172 (op een totaal van ongeveer 300 bibliotheken). Zo'n 230 bibliotheken maken gebruiken van Kleuter ZIZO en ongeveer 260 bibliotheken implementeerden ZIZO Jeugd. 
Het ZIZO-systeem wordt ondersteund en onderhouden door Cultuurconnect, het vroegere Bibnet. 